# Tropische gom
Tropische gom (Frans: Gomme tropicale) is in Frankrijk de aanduiding van een speciaal soort gom die wordt toegepast op de postzegels bestemd voor de Franse overzeese departementen: Réunion, Frans-Guyana, Guadeloupe en Martinique. Deze departementen liggen alle vier in tropische gebieden. Het vochtige, tropische klimaat stelt speciale eisen aan de gom, om te voorkomen dat vellen en veldelen te gemakkelijk aan elkaar vastplakken.
Volgens de Yvert-catalogus is dit type gom eind jaren zeventig, begin jaren tachtig in gebruik genomen en gebruikt voor bepaalde series (niet alle). Het aanzicht van de gom is matter dan gebruikelijk bij postzegels uit die tijd.